# Monti Riviersonderend
I monti Riviersonderend (letteralmente, "monti del fiume senza fine" in afrikaans) costituiscono una catena montuosa sudafricana che si estende da est a ovest separando l'Overberg, a sud, dalla valle del fiume Breede a nord. Fanno parte del più vasto sistema montuoso della Cintura di pieghe del Capo.

Carta del Capo Occidentale con i monti Riviersonderend (evidenziati in rosso)